# Red River Valley (brano musicale)
Red River Valley (La valle del fiume rosso), composta da Fred Mendelsohn, è una canzone popolare americana nota con vari titoli a seconda dove venisse suonata come, ad esempio, Cowboy Love Song, Bright Sherman Valley, Bright Laurel Valley, In the Bright Mohawk Valley e Bright Little Valley. Risale alla metà dell'Ottocento ma le sue origini potrebbero essere più antiche. Racconta la tristezza di una donna che vede partire l'uomo che ama per una missione di guerra presso la Red River Valley in Canada.